# 查理·斯旺森
查理·斯旺森（英語：Charles "Charlie" Swanson，1998年2月20日—）是美國的一位游泳運動員。他在2019年泛美運動會男子400米混合泳比賽奪冠。他也曾参加2024年夏季奥林匹克运动会，获得一枚金牌和一枚银牌。